# Rogelio Caridad Pita

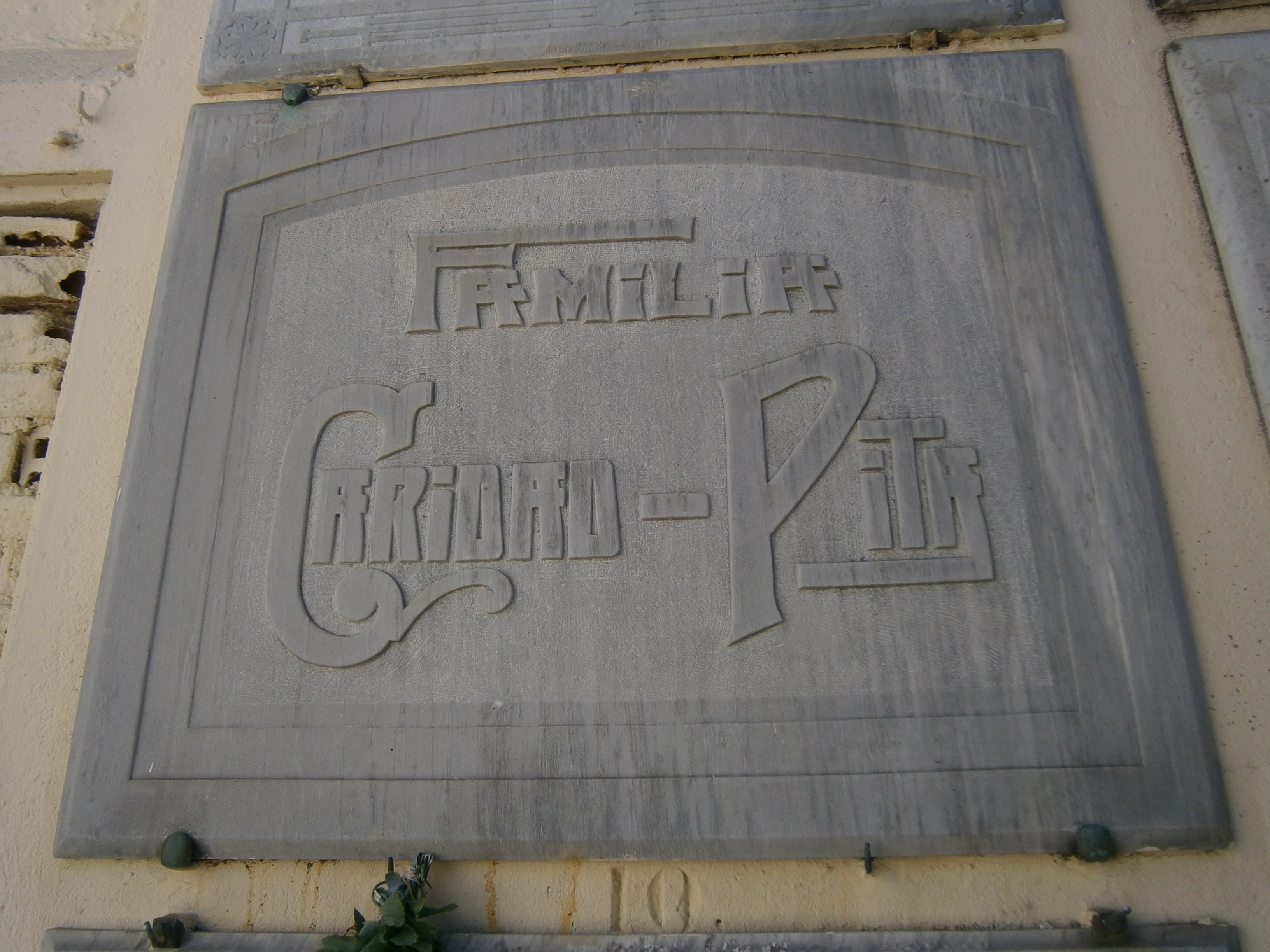
Tumba del general Caridad Pita en el Cementerio de Santo Amaro, La Coruña.

Rogelio Caridad Pita (La Coruña, 1874 o 1875 - Ferrol, 9 de noviembre de 1936) fue un militar español, fusilado por el ejército franquista al poco de comenzar la Guerra Civil por su oposición a la sublevación militar en La Coruña y su lealtad a la Segunda República.

## Biografía
Ingresó en el ejército a los 17 años. De tendencias republicanas, ha sido considerado habitualmente también masón, aunque existen autores que lo desmienten. En 1931, al proclamarse la República, el gobernador militar de La Coruña ordenó al entonces coronel Caridad Pita, sacar las tropas a la calle. Sin embargo, el coronel salió solo y en coche descubierto, a modo de acatamiento de la voluntad popular. Tras ser sofocada la revolución de 1934 en Asturias, fue enviado a Gijón, caracterizándose por una posición conciliadora.
En julio de 1936, Caridad Pita estaba destinado en La Coruña, como gobernador militar y jefe de la 15.ª Brigada de Infantería, a las órdenes del general Salcedo, jefe de la VIII División Orgánica, el cual había sido nombrado por el gobierno radical-cedista el 7 de febrero, antes de las elecciones.
En la tarde del viernes 17 llegaron a Galicia noticias de la sublevación en Marruecos. Durante el fin de semana, hubo una tensa espera. Las autoridades militares de La Coruña (el general Salcedo, conservador pero leal a la república, y el general Caridad Pita) le aseguraron al gobernador civil, Pérez Carballo, su lealtad a la República, a pesar de que el primero había recibido en la noche del 18 de julio un telegrama de Queipo de Llano conminándole a que se uniera a la sublevación y luego una llamada telefónica, el día 19, del general Mola. Sin embargo, durante la mañana del lunes 20, oficiales sublevados detuvieron a los generales Salcedo y Caridad Pita (cuando este pretendía abortar la sublevación del Regimiento de Infantería de Zamora número 54, presentándose en su cuarto de banderas, fue detenido por el coronel Martín Alonso, al mando del regimiento, el cual había participado ya en la Sanjurjada de 1932 y había sido repuesto en el mando durante el bienio radical-cedista).
Permaneció 2 días retenido en el cuarto de banderas del Regimiento de Zamora, siendo posteriormente trasladado al castillo de San Diego de La Coruña. Encausado por un Consejo de Guerra (24 de octubre de 1936, en Ferrol), y acusado de traición, Caridad Pita fue condenado a muerte y fusilado, junto con el general Salcedo el 9 de noviembre en el castillo de San Felipe, en Ferrol, entonando vivas a España y a la República. Tras combatir en el ejército de la República, sus hijos Carlos, Francisco, José, Rogelio y Vicente, fueron al exilio tras el fin de la Guerra.